# Marc Antoine Bilcocq
Marc Antoine Bilcocq est un peintre français du XVIIIe siècle né en 1755 et mort en 1838. Il a été reçu académicien le 27 juin 1789 sur un tableau représentant l'intérieur du cabinet d'un alchimiste,.

## Œuvres en collection publique

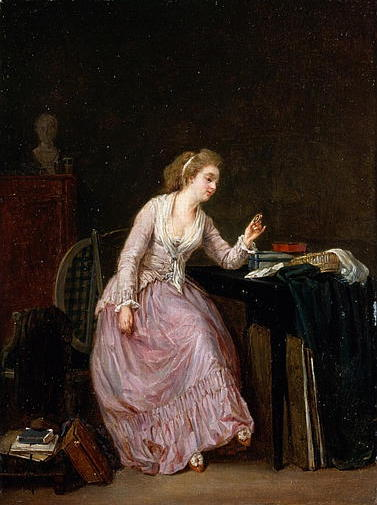
Jeune femme regardant une miniature, Musée des beaux-arts, Nantes

- Clermont-Ferrand, Musée d'art Roger-Quilliot
  - Un Mendiant, huile sur toile[4],[5].
  - Soldat invalide, huile sur toile[6].
- Francfort, musée Staedel, Vieille femme de profil, dessin, signé à droite: L. Bilcoq ; n° d'inventaire 1205.
- La Fère, musée Jeanne d'Aboville, Scène dans un magasin à fourrage.
- Nantes, musée des beaux-arts, Jeune femme regardant une miniature, huile sur bois, n° d'inventaire 596[7].
- Orléans, Musée des beaux-arts : Intérieur de cuisine, huile sur toile[8].
- Paris, Musée Cognacq-Jay, La Liseuse, n° d'inventaire J 4[9].
- Paris, Musée du Louvre, Paysage au belvédère, huile sur bois, 13 × 16 cm, signé et daté en bas à droite: A. Bilcoq 1785 ; n° d'inventaire RF 1998-18[10],[11].
- Philadelphia, Institut d'histoire des sciences, Le Latrochemiste, huile sur toile, signé et daté en bas à gauche: L. Bilcoq 1785[12].
- Portland, Oregon, Portland art museum, Les Reproches maternels et La Mère de famille, n° d'inventaire 2015.48.1 et 2015.48.2[13].
- Vizille, Musée de la Révolution française :
  - Scène familiale dans un intérieur, 1795-1796, n° d'inventaire MRF 1991-47.
  - (attribué) Le Massacre des Carmes, vers 1820, huile sur bois, n° d'inventaire MRF 2007-4[14].

## Biens spoliés
- Collections Schloss, Le Modèle espiègle, bois, 0,22 par 0,17[15].

## Fortune critique
« Dans la peinture d'histoire et de genre…Bilcoq…et tous les paysagistes indépendants que nous avons cités, étaient des réalistes.…Ce peintre [Coene] a de l'analogie pour ses scènes animées avec Teniers et Bilcoq…[Bilcoq:] Bon peintre, doué d'observation.
Ses sujets sont exécutés facilement et rendus avec vérité, mais son dessin est assez mou et sa couleur faible.
S'il ne tient pas un premier rang, il tient très honorablement le second, et sait, même après des maîtres comme Debucourt et Boilly, faire admirer encore des scènes familières prises sur le vif dans des milieux peu élevés. On manque de détails sur cet artiste. Sou caractère se reflète dans ses sujets : la Consultation, l’Intérieur d'une cour, le Laboratoire d'un chimiste, l’Aveugle sortant d'un village. Jeune femme assise regardant une miniature (musée de Nantes), la Marchande de pommes, effet de nuit.
On rencontre assez rarement de ses tableaux dans le commerce, l'amateur les prise et les recherche.
Il y a dans Bilcoq une entente bien ordonnée du clair-obscur et une conscience pour les accessoires qui rappelle l'école hollandaise, maîtresse dans le goût des intérieurs. Il semble surtout avoir étudié Adrien Van Ostade.
L'espèce de scènes est souvent la même chez Bilcoq : tabagies, mendiants, conversations goguenardes, etc. Dans les sujets de genre léger, ce maître donne à ses figures une expression douce, surtout aux femmes ; les attitudes de ses personnages ont du naturel et du mouvement; son talent tient à la fois de Boilly, de Mallet pour les types, et des Hollandais pour l'ensemble. Le genre est hollandais, le goût et le coloris sont français.
Les musées de Clermont-Ferrand et de Nantes possèdent chacun deux tableaux de ce maître. »

— Paul Marmottan, L'école française de peinture, 1789-1830, Paris, Renouard, 1886, pages 42, 108, 238-240.
.

« Bilcocq me semble étonnant pour la vérité et la touche spirituelle avec laquelle il traite les objets de détails, tels qu'histoire naturelle ou autres. Il ne traite pas aussi bien les figures. Il devrait s'exercer à en peindre pour étude en plus grand, afin de les rendre mieux quand il aurait à les faire en petit. »

— Edmond de Goncourt et Jules de Goncourt, L'art du XVIIIe siècle, Paris, G. Charpentier, 1881-1882, Série 2, p. 378
.